# 盐城工学院博雅学院
盐城工学院博雅学院，是盐城工学院举办的普通全日制本科公有民办二级学院。

## 历史
- 2002年，学院开始招生。
- 2014年起停止招生。

## 专业设置
设有16个本科专业：
- 机械设计制造及其自动化（数字化制造、车辆工程）
- 土木工程（建筑工程、道路桥梁）
- 电气工程及其自动化
- 财务管理（会计学）
- 国际经济与贸易
- 计算机科学与技术(软件工程)
- 英语（商务英语）
- 艺术设计（平面、环境艺术）
- 工商管理
- 电子信息工程
- 物流管理
- 纺织工程
- 服装设计与工程
- 制药工程
- 自动化（工业自动化）
- 旅游管理